# 第1機動隊群
第1機動隊群（だい1きどうたいぐん、ドイツ語：Einsatzflottille 1、略称：EF 1）は、ドイツ連邦海軍における艦隊（隊群）の一つで、指揮階梯は旅団級に相当する。艦隊司令部の隷下にある。

## 概要
艦隊組織の再編の一環として2006年6月に新編される。本隊群は機雷戦隊群、高速艇隊群、潜水艦隊を再編のうえ統合し、2008年からは5隻のブラウンシュヴァイク級コルベットが配備された。
隊群司令部はキールに設置され、沿海域で必要とされる戦術部隊を隷下に治めている。このため、沿海域での特定任務が付帯する国外作戦に対応して出動し、当時第1機動隊群司令であったアンドレアス・クラウス海軍准将は一時的に国際連合レバノン暫定駐留軍の枠組みでレバノン沿岸海軍部隊の指揮官となる。
また、第1機動隊群司令はNATO浅海域作戦中核研究センター（CSW）の責任者の一人でもある。

## 部隊編成
第1機動隊群司令の下で以下のような編成をとっている。各戦隊司令は海軍中佐の配置である。
- 第1コルベット戦隊　在ヴァーネミュンデ
- 第3掃海戦隊　在キール
- 支援艦戦隊　在キール
- 第1潜水戦隊　在エッカーンフェルデ
- 潜水艦訓練センター　在エッカーンフェルデ
- 海軍歩兵大隊　在エッカーン
- 海軍特殊戦部隊 (KSM)　在エッカーンフェルデ
- キール海軍基地団
- ヴァーネミュンデ海軍基地団

## 歴代司令
| 代 | 氏名                                                       | 着任          | 離任          |
| -- | ---------------------------------------------------------- | ------------- | ------------- |
| 1  | アンドレアス・クラウス海軍准将 de:Andreas Krause (Admiral) | 2006年6月29日 | 2008年9月30日 |
| 2  | ライナー・ブリンクマン海軍准将 Rainer Brinkmann            | 2008年10月1日 | 2010年3月31日 |
| 3  | トマス・ユーゲル海軍大佐 Thomas Jugel                      | 2010年4月1日  |               |